# Ісодзакі Арата

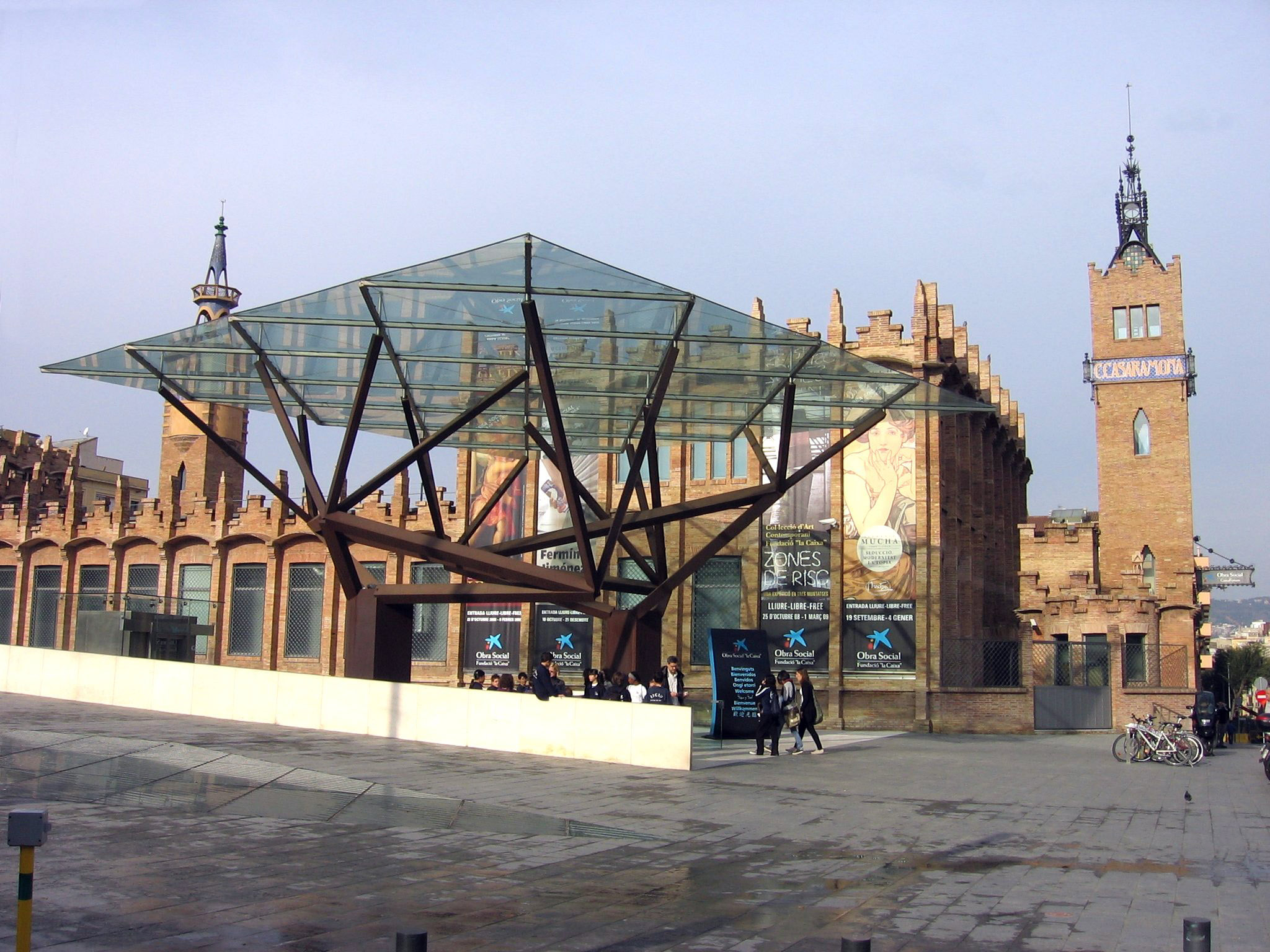
Вхід до CaixaForum Barcelona (2001)

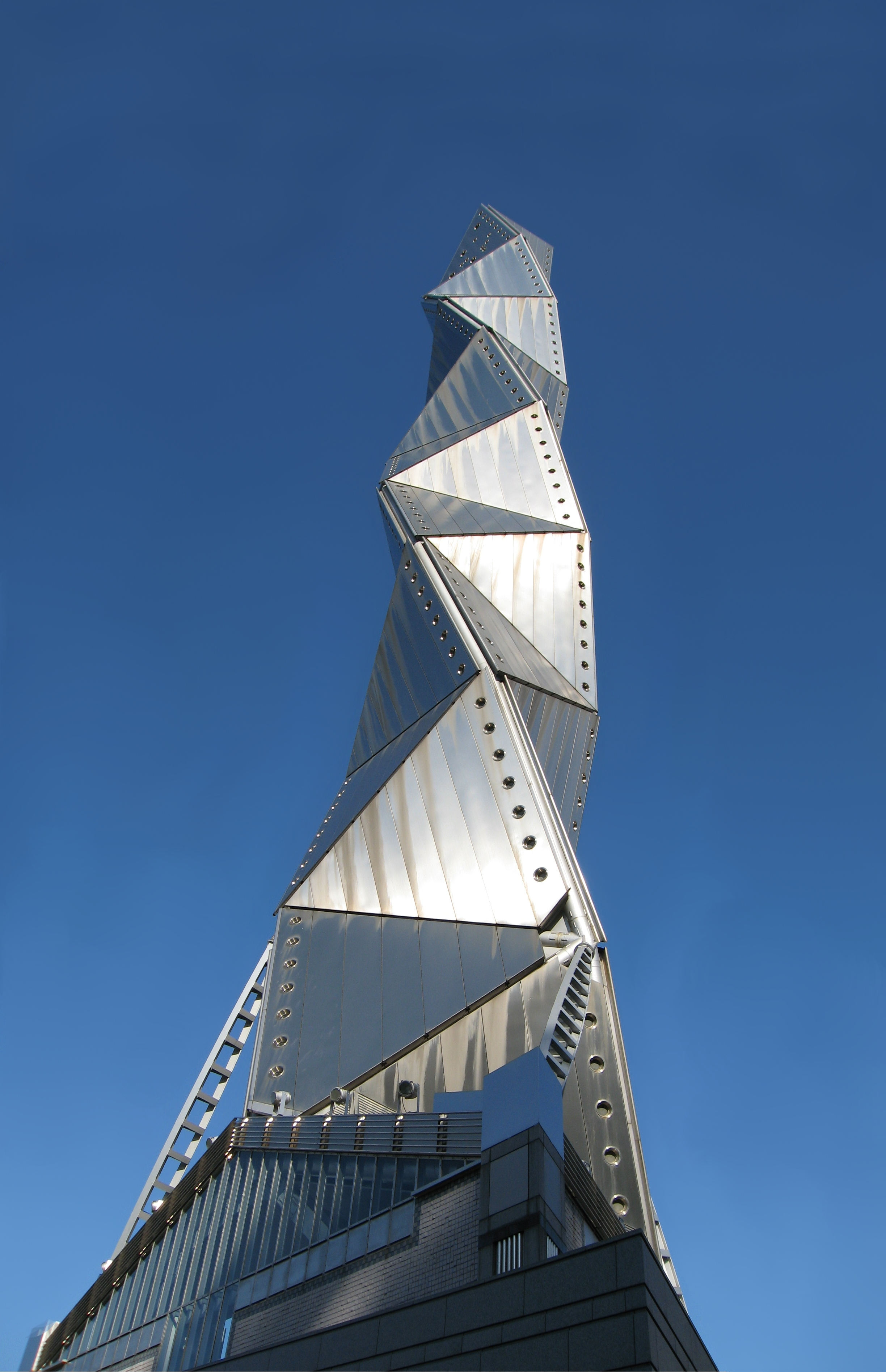
Мистецька вежа у Міто (1990)

Арата Ісодзакі (23 липня 1931 , Ойта, Префектура Ойта, Японська імперія  — 28 грудня 2022 , Наха, Префектура Окінава, Японія і Острів Окінава, Префектура Окінава ) — японський архітектор.
Народився на острові Кюсю, в 1954 році закінчив Токійський університет. Професійну діяльність розпочав під орудою відомого архітектора і містобудівника Танге Кендзо. В 1963 році відкрив своє бюро, спочатку працюючи в стилі метаболізму, а потім (в 1970-і) перейшов до постмодернізму. Серед творінь Ісодзакі — стадіони, університетські кампуси, музеї. У своїх будівлях він часто використовує прості, абстрактні форми. Багато бере участь в конкурсах як член журі, вважає себе «першовідкривачем» талантів З. Хадід, Б. Чуми та Д. Лібескінда.
З 1968 року Ісодзакі демонструє в різних країнах виставку «Зруйнована заново Хіросіма», що показує його ставлення до процесів творення і руйнування, до містики і реальності.

## Нагороди та визнання
- 1967: Щорічна премія, Японський архітектурний інститут[en][12]
- 1975: Щорічна премія, Японський архітектурний інститут
- 1983: Mainichi Art Award
- 1986: Королівська золота медаль
- 1987: Міжнародна премія «Архітектура в камені»
- 1988: Премія пам'яті Арнольда Бруннера Американської академії та інституту мистецтв та літератури
- 1990: Чиказька архітектурна премія
- 1992: Почесна премія, Американський архітектурний інститут
- 1994: RIBA Honorary Fellow
- 1995: головний приз Венеційської бієнале.
- 2019: Прітцкерівська премія[13][14]

## Найвідоміші проекти
- 1962—1966: Бібліотека префектури Оїта[12]
- 1972—1974: Муніципальний музей мистецтва Кітакюсю[en], Фукуока, Японія[12]
- 1973—1974: Центральна бібліотека Кітакюсю, Фукуока, Японія[12]
- 1974: Музей сучасного мистецтва, Гунма, Такасакі, Японія[15]
- 1981—1986: Музей сучасного мистецтва[en] (MOCA), Лос-Анджелес, США[15]
- 1983—1990: спортивна арена для Літніх Олімпійських ігор, 1992, Барселона, Іспанія[12]
- 1984—1987: будівля на площі Очаноміцу — Касальс-голл[en], Токіо, Японія[12]
- 1985: Інтер'єр будівлі нічного клубу Паладіум[en] (1985), Нью-Йорк, США[16]
- 1986—1990: Мистецька вежа Міто, Ібаракі, Японія[12]
- 1987—1990: Team Disney, Флорида, США[12]
- 1987—1989: Університет Бонда[en], — бібліотека, адміністративна будівля, будівля факультету гуманітарних наук Голд-Кост, Австралія[12]
- 1987—1990: Міжнародний конференційний центр «КітаКюшу» Фукока, Японія[12]
- 1987—1996: Павільйон спортивного комплексу Палафольс, Барселона, Іспанія
- 1990—1994: Манггха, Краків, Польща[12]
- 1991: Колізей Ла-Коруньї[en], Ла-Корунья, Галісія, Іспанія
- 1991—1994: Музей сучасного мистецтва Нагі[en], Окаяма, Японія[12]
- 1991—1995: Концертний зал Кіото[en], Кіото, Японія[12]
- 1992—1998: Сторічний зал Нари[en], Нара, Японія[12]
- 1993—1995: Будинок людини, Ла-Корунья, Іспанія[12]
- 1993—1998: Granship-Shizuoka Convention and Arts Center, Сідзуока, Японія[12]
- 1994—1999: COSI (музей)[en], Колумбус (Огайо), США
- 1998—2007: Шеньчженський культурний центр[en], Шеньчжень, Китай
  - Включаючі Шеньчженську бібліотеку[en] та Шеньчженський концертний зал[en]
- 1999—2002: Новий вхід у CaixaForum Barcelona, Барселона, Іспанія
- 1999—2009: Isozaki Atea, Більбао, Іспанія
- 2000—2006: Torino Palasport Olimpico, Турин, Італія
- 2003—2008: Музей Центральної академії образотворчих мистецтв[en] у Пекіні, Китай
- 2003—2010: Нова будівля концертного залу[en], Салоніки, Греція
- 2003-: Гімалайський центр, Шанхай, Китай
- 2004—2015: Павільйон «Японська армія у Другій світовій війні», Музейний кластер Цзяньчуань[en] Ченду, Китай
- 2006—2012: Дайманд-Айленд, місто Хошимін, В'єтнам
- Веїл-Корнельський медичний коледж у Катарі, Освітянське містечко, неподалік від Дохи
- 2011: Катарський національний конференц-центр[17]
- 2012: Нова міська бібліотека у Маранелло, Італія (Арата Ізодзакі та Андреа Маффей)
- 2012: D38 Office, Барселона, Іспанія[18]
- 2015: Allianz Tower[en] Мілан, Італія (Арата Ізодзакі та Андреа Маффей)[19]
- 2015: Харбінський концертний зал[en] Харбін, Китай

## Проекти у виконанні на кінець 2010-х
- Три кампуси університету Центральної Азії в Текелі, Казахстан; Нарин, Киргизька Республіка; та Хорог, Таджикистан
- Новий вихід у галерею Уффіці, Флоренція, Італія — переможець змагань (Арата Ізозакі та Андреа Маффей)
- Відновлення залізничного вокзалу станції Болонья-Центральний, Болонья, Італія — переможець конкурсу
- Metropolis Thao Dien, Хошимін, В'єтнам